# Kvervenuten
Kvervenuten (norwegisch für Wirbelgipfel) ist ein Berg im ostantarktischen Königin-Maud-Land. Im Alexander-von-Humboldt-Gebirge des Wohlthatmassivs ragt er unmittelbar südwestlich des Nunataks Gora Kolosovskogo auf.
Wissenschaftler des Norwegischen Polarinstituts benannten ihn 1967.